# Geochelone platynota
Geochelone platynota är en sköldpaddsart som beskrevs av  Edward Blyth 1863. Arten ingår i släktet äkta landsköldpaddor och familjen landsköldpaddor. IUCN kategoriserar arten globalt som akut hotad. Inga underarter finns listade i Catalogue of Life.

## Utbredning
Geochelone platynota lever i Myanmar. Utbredningsområdet sträcker sig från norra Myanmar söderut till Mawlamyine.